# Tagazar
Tagazar ist eine Landgemeinde im Departement Balleyara in Niger.

## Geographie
Die Gemeinde Tagazar besteht aus einem urbanen und einem ländlichen Gemeindegebiet. Das urbane Gemeindegebiet entspricht dem Hauptort Balleyara und ist in acht Stadtviertel gegliedert. Bei den Siedlungen im ländlichen Gemeindegebiet handelt es sich um 111 Dörfer und 85 Weiler.
Der Gemeinde wird zur Übergangszone zwischen Sahel und Sudan gerechnet. Teile der Gemeinde gehören zu einer etwa 70.000 Hektar großen Important Bird Area, die unter der Bezeichnung Dallol Boboye den mittleren Abschnitt des Trockentals Dallol Bosso vom Stadtzentrum von Filingué bis circa 15 Kilometer südlich von Balleyara umfasst. Die Nachbargemeinden von Tagazar sind Tondikandia im Norden, Loga im Osten, Dantchandou und Koygolo im Süden, Hamdallaye im Westen und Simiri im Nordwesten.

## Geschichte
Der Name Tagazar kommt vom Tamaschek-Wort taharzert, das „kleiner Teich“ bedeutet. Die ersten Tuareg-Gruppen siedelten im 18. Jahrhundert in der Gegend. Anfang des 19. Jahrhunderts gründete der Tuareg-Anführer Hatta Alissen Tabla das Dorf Tabla als eine der ersten dauerhaften Tuareg-Siedlungen im Gebiet von Tagazar. Auf Hatta Alissen Tabla folgten als Herrscher Harhmet, Abderraman, Dargou, Amma, Atta und – im Jahr 1901 – Mizza. Das Dorf Kogori wurde der Überlieferung zufolge vom Zarma-Anführer Kandi gegründet. Bis zur Ankunft der Franzosen Anfang des 20. Jahrhunderts befanden sich die Tuareg von Tagazar in ständigen Auseinandersetzungen mit den Zarma.
Der britische Reiseschriftsteller A. Henry Savage Landor besuchte 1906 die Dörfer Lamoudi und Sandiré im Rahmen seiner zwölfmonatigen Afrika-Durchquerung. Die Franzosen machten Tagazar zu einem Kanton, dessen Hauptort sich zunächst im Dorf Sandiré befand. Im Jahr 1922 wurde Sandiré vom Dorf Tabla abgelöst. Wenige Jahre nachdem 1972 im Dorf Balleyara ein Verwaltungsposten eingerichtet worden war, wurde schließlich Balleyara zum Hauptort Tagazars. Im Zuge einer landesweiten Verwaltungsreform entstand 2002 aus dem Kanton Tagazar 2002 die Landgemeinde Tagazar. Im Jahr 2008 zerstörten Überschwemmungen 53 Häuser und 25 Hütten in der Gemeinde. Über 2200 Personen erlitten materielle Schäden. Bei der Flutkatastrophe in West- und Zentralafrika 2010 war Tagazar weniger als andere Orte in Niger betroffen, es wurden 840 Einwohner als Katastrophenopfer eingestuft. Der Verwaltungsposten von Balleyara wurde 2011 zum Departement erhoben. Tagazar gehört seitdem nicht mehr zum Departement Filingué, sondern zum Departement Balleyara.

## Bevölkerung
Bei der Volkszählung 2012 hatte die Landgemeinde 107.134 Einwohner, die in 13.161 Haushalten lebten. Bei der Volkszählung 2001 betrug die Einwohnerzahl 95.763 in 11.147 Haushalten.
Im Hauptort lebten bei der Volkszählung 2012 16.063 Einwohner in 2375 Haushalten, bei der Volkszählung 2001 10.868 in 1261 Haushalten und bei der Volkszählung 1988 6042 in 1058 Haushalten.
Über 70 % der Bevölkerung sind Tuareg. Ethnische Minderheiten in der Gemeinde bilden Zarma, Fulbe und die Hausa-Untergruppe Arawa.

## Politik
Der Gemeinderat (conseil municipal) hat 25 gewählte Mitglieder. Mit den Kommunalwahlen 2020 sind die Sitze im Gemeinderat wie folgt verteilt: 13 PNDS-Tarayya, 5 PJP-Génération Doubara, 3 MPR-Jamhuriya, 2 MNSD-Nassara, 1 ANDP-Zaman Lahiya und 1 MPN-Kiishin Kassa.
Jeweils ein traditioneller Ortsvorsteher (chef traditionnel) steht an der Spitze von 102 Dörfern im ländlichen Gemeindegebiet.

## Wirtschaft und Infrastruktur
Der hohe Grundwasserspiegel begünstigt den Ackerbau. Dies zieht Zuwanderer insbesondere aus dem kargen Departement Ouallam im Norden an. In der Viehzucht spielen Schafe und Ziegen eine bedeutende Rolle. Ein weiterer wichtiger Wirtschaftszweig ist die Lederverarbeitung. Der regelmäßige Durchzug transhumanter Viehzüchter, die lokal als Oudah bezeichnet werden, bringt Landnutzungskonflikte mit sich, die auch tödlich enden können. Im Hauptort Balleyara befindet sich ein insbesondere für den Handel mit Vieh und Hirse bedeutender Markt. Der Markttag ist Sonntag. Das staatliche Versorgungszentrum für landwirtschaftliche Betriebsmittel und Materialien (CAIMA) unterhält eine Verkaufsstelle im Hauptort.
Gesundheitszentren des Typs Centre de Santé Intégré (CSI) sind im Hauptort sowie in den Siedlungen Kabé, Kokorbé Fandou, Kossey, Namari Foulan, Sandiré, Tabla und Taya Zarma vorhanden. Das Gesundheitszentrum im Hauptort verfügt über ein eigenes Labor und eine Entbindungsstation. Der CEG Balleyara und der CEG Sandiré sind allgemein bildende Schulen der Sekundarstufe des Typs Collège d’Enseignement Général (CEG). Der Collège d’Enseignement Technique de Balleyara (CET Balleyara) ist eine technische Fachschule. Das Berufsausbildungszentrum Centre de Formation aux Métiers de Balleyara (CFM Balleyara) bietet Lehrgänge in Landwirtschaftsmechanik, familiärer Wirtschaft und Tischlerei an.
Durch die Gemeinde verläuft die 868 Kilometer lange Nationalstraße 25 zwischen den Städten Niamey und Agadez. Von der Nationalstraße 25 zweigen Im Hauptort die 150,3 Kilometer lange Nationalstraße 38 nach Banibangou, in der Nähe des Hauptorts die 131,1 Kilometer lange Nationalstraße 23 nach Dogondoutchi und im Dorf Winditane die 268,9 Kilometer lange Nationalstraße 35 nach Gaya ab. Von der Nationalstraße 23 wiederum zweigt in Tabla die 79,5 Kilometer lange Landstraße RR3-007 nach Birni N’Gaouré ab.

## Persönlichkeiten
- Issoufou Lankondé (1954–2014), Bildhauer, geboren im Dorf Winditane
- Ikhia Zodi (1919–1996), Politiker, geboren im Dorf Winditane